# 石井光三
石井 光三（いしい みつぞう、1931年〈昭和6年〉10月13日 - 2015年〈平成27年〉1月6日）は、東京府出身の俳優・タレント・芸能プロモーターである。
自分の名前を冠した芸能事務所・石井光三オフィスの社長・会長を務め、テレビ出演等では石井社長として親しまれた。

## 来歴・人物
生まれは東京であるが、主に大阪で育ち、その為話す言葉は大阪弁である。大阪産業大学附属高等学校を卒業。1939年に子役としてJO京都撮影所（旧東宝京都）に入所。1946年、東横映画京都第1期ニューフェイスとなる。
1952年からは漫才作者の秋田實が主宰する宝塚新芸座に在籍していたが、1963年にタレント引退。松竹芸能社員として裏方に転身。ミヤコ蝶々・南都雄二・かしまし娘らのマネージャーを務め、1977年に松竹芸能から独立。かしましプロダクション（後の石井光三オフィス）を設立し、コント赤信号・ピンクの電話・チャイルズなどを育てた。
コメディアン、俳優としても活躍していたレオナルド熊と共に「劇団七曜日」を立ち上げ、若手お笑い系役者の登竜門的存在になった。主な劇団員にデンジャラス、近藤芳正、磯野貴理子などがいる。
芸能マネージャーの中においても、タレントの売り込みのための押しの強さ、挨拶のやかましさなど、彼の強烈な個性は業界内でもインパクトが強かった為、内輪ネタとして所属タレントのラサール石井に『オレたちひょうきん族』などでものまねされ（『ひょうきん族』では1985年頃から）たため、本物としてテレビに登場することとなり、ものまねそっくりの本物として人気を博し、一般視聴者にもよく知られるようになる。
放送局の仕出し弁当が大好物で、『ひょうきん族』では石井に各局の弁当を当てさせるクイズを行ったことがある。
2012年ごろに肝内胆管がんと診断されて在宅医療を受けて闘病を続けていたが2015年1月6日午後6時5分、世田谷区内の自宅にて83歳で死去した。

## 出演

### テレビドラマ
- お坊っチャマにはわかるまい!（1986年、TBSテレビ）
- 水曜ドラマスペシャル それゆけ孔雀警視（TBS、1987年4月22日）
- 火曜サスペンス劇場（日本テレビ）
  - 「季節はずれの宿泊客」（1993年） - 福田常夫（タクシー運転手）役
  - 「監察医 室内亜季子 2」（1987年）- 吉武 役
- ラストダンス（東海テレビ放送、1990年）
- はぐれ刑事純情派（1990年） - 黒沼栄三 役
- いのち草（読売テレビ、1990年）
- 連続テレビ小説 走らんか!（NHK、1995年） - 北浦 役
- 土曜ワイド劇場 車椅子の弁護士・水島威シリーズ（テレビ朝日、1996年 - 2004年） - 伴昌 役
- 理想の結婚（TBS 1997年） - 山田鉄雄 役
- お笑い金田一少年の事件簿（日本テレビ、1997年4月12日）
- ドラマDモード 深く潜れ〜八犬伝2001〜（NHK、2000年）
- 連続テレビ小説 てるてる家族（NHK、2003年） - 高木 役

### 映画
- 山田村ワルツ（1988年）
- !［ai-ou］（1991年）
- ミナミの帝王 2 計画倒産（1992年）
- 親分はイエス様（2001年、グルーヴコーポレーション）- 梅津学 役
- 恋するトマト（2005年、ゼアリズエンターテイメント）

### 情報バラエティ
- ともちゃん家の5時（山梨放送 土曜17:00〜18:00 みつぞうおじいちゃん役 2007年9月まで）

### CM
- かっぱ寿司
- ダスキン（コント赤信号と共演、1987年）
- ナムコ（『ラサール石井のチャイルズクエスト』）

作品中にも石井社長として登場。
- 大日本除虫菊（「おふろ どんと」）

## 著書
- 『師匠!芸能界って面白おまんな : 石井光三の黒いビニール手帳初公開』学習研究社、1986年6月2日。